# Phan Đỉnh Tân
Phan Đỉnh Tân (tiếng Trung: 潘鼎新; bính âm: Pan Dingxin; 1828-1888), tự Cầm Hiên (琴轩), là một nhân vật chính trị, quân sự thời nhà Thanh. Phan chính là người chỉ huy quân Thanh đánh bại quân Pháp tại trận Lạng Sơn (1885).

## Xuất thân văn cử
Phan nguyên quán ở Quảng Hàn, Lư Giang, An Huy, sau chuyển cư đến Tam Hà, Phì Tây. Năm Đạo Quang 29 (1849), Phan thi đỗ Cử nhân khi mới 21 tuổi, năm sau được bổ dụng vào Quốc sử quán.

## Trấn áp Thái Bình, Niệp quân
Khi Thái Bình Thiên Quốc nổi lên, Phan về quê chiêu mộ dân binh, tham gia trấn áp Thái Bình, được Tăng Quốc Phiên chú ý. Năm Đồng Trị nguyên niên (1862), Phan được thự Giang Tô thường trấn thông hải đạo, sau được gia thêm hàm Án sát sứ, Bố chánh sứ.
Năm Đồng Trị thứ 4 (1865), Phan được bổ đến Sơn Đông, soái lĩnh quân triều trấn áp Niệp quân. Sau được triều đình bổ nhiệm làm Sơn Đông Bố chánh sứ. Năm Đồng Trị 13 (1874), được thụ Vân Nam Bố chánh sứ. Năm Quang Tự thứ 2 (1876), được thăng Tuần phủ. Tuy nhiên, Phan có xung đột với Tổng đốc Lưu Trường Hựu, vì vậy không lâu sau bị điều trở lại kinh thành chờ bổ dụng.

## Chiến tranh Pháp-Thanh
Mặc dù Hòa ước Giáp Tuất 1874 cho phép tàu thuyền Pháp đi thám hiểm các dòng sông, nhưng tới những năm đầu 1880, quân Cờ đen của Lưu Vĩnh Phúc tiếp tục quấy nhiễu và cản trở các thương gia Pháp. Hệ quả là chính quyền Pháp phái một lực lượng viễn chinh nhỏ với nhiệm vụ quét sạch quân Cờ đen khỏi vùng đồng bằng sông Hồng. Quân Pháp nhanh chóng đánh chiếm thành Hà Nội và chuẩn bị tiễu trừ các lực lượng quân sự chống đối họ, bao gồm quân của triều đình Huế do Phò mã Hoàng Kế Viêm quản lĩnh và quân Cờ đen của Lưu Vĩnh Phúc. Nhà Thanh vốn luôn phản đối sự hiện diện của Pháp trên Bắc kỳ liền bắt đầu chuẩn bị chiến tranh. Lấy cớ tiễu trừ thổ phỉ, quân đội Vân Nam và Lưỡng Quảng (Quảng Đông và Quảng Tây) được điều động tiến sát về biên giới, sẵn sàng vượt biên giới tiến sang Bắc kỳ. Nhà Thanh cũng hạ lệnh cho hải đội Quảng Đông, gồm 20 thuyền tiến vào hải phận của Việt Nam để thị uy. Tới ngày 17 tháng 6 năm 1882, quân Thanh từ Vân Nam do Tạ Kính Bưu, Đường Cảnh Tùng chỉ huy vượt biên giới tràn sang Bắc Việt, đóng ở Bắc Ninh và ở Sơn Tây, có quan bố chính Quảng Tây là Từ Diên Húc đem quân sang tiếp ứng, phối hợp với các lực lượng tiền tiêu đã đồn trú tại Bắc Việt từ tháng 8 năm 1881, để hỗ trợ cho quân Nam của Hoàng Kế Viêm và quân Cờ đen của Lưu Vĩnh Phúc. Tháng 9 năm 1883, Phan được triều đình bổ làm Hồ Nam Tuần phủ, phụ trách bố phòng. Một năm sau, Phan kiêm chức Quảng Tây tuần phủ, đốc suất quân Lưỡng Quảng tại Bắc Kỳ.
Phan đưa quân đóng tại Lạng Sơn, liên tục tập kích quân Pháp, ban đầu thu được ít nhiều thắng lợi. Tuy nhiên, nhà Thanh bấy giờ không chủ trương tấn công triệt để, phái chủ trương nghị hòa thắng thế. Thậm chí, Lý Hồng Chương còn mật lệnh cho Phan Đỉnh Tân là "Chiến thắng bất đạo, chiến bại tắc thối", khiến quân Thanh tại Bắc Kỳ chỉ lo phòng thủ, dần rơi vào thế bị động.
Năm 1885, quân Pháp vây Lạng Sơn, quân Thanh buộc phải rút lui. Phan tấu về triều tự thỉnh tội, triều đình cho được đái tội lập công. Tháng 2 năm đó, Phan lệnh cho Dương Ngọc Khoa　trấn thủ Trấn Nam quan, còn mình đích thân trấn thủ Hải Thôn. Không lâu sau, Pháp tấn công Trấn Nam quan, trấn thủ Dương Ngọc Khoa, Trấn Nam quan thất thủ. Phan đốc suất quân Thanh tìm cách đoạt lại Trấn Nam quan, đẩy quân Pháp lùi về Văn Uyên, bản thân Phan cũng bị thương. Sau đó, quân Pháp tấn công Long Châu; Phan còn lệnh cho quân Hoài Ngạc, liên tục tập kích quân Pháp, đẩy lui quân Pháp, sau đó lệnh cho Phùng Tử Tài và Tô Nguyên Xuân tăng cường quân trú phòng.
Tháng 3 năm 1885, 3.000 quân Pháp từ Bắc Ninh tiến lên Lạng Sơn, sau đó tìm cách tấn công Long Châu. Phan hội với chư tướng, lệnh cho các cánh quân tấn công quân Pháp, chiếm lại được Văn Uyên, Lạng Sơn. Tuy nhiên, do trái với chủ trương nghị hòa của Thanh đình, Phan bị cách chức và bị triệu hồi về kinh.

## Trở về cố hương
Năm Quang Tự 14 (1888), triều đình phục hàm lại cho Phan Đỉnh Tân. Không lâu sau, do vết thương cũ tái phát, Phan qua đời tại quê nhà tại Lư Giang, thọ 61 tuổi.